# Pierre-Alexandre Monsigny
Pierre-Alexandre Monsigny (Fauquembergues (Pas de Calais), 17 d'octubre de 1729 - París, 14 de gener de 1817) va ser un compositor francès, membre de l'Académie des Beaux-Arts francesa (1813).
És considerat, juntament amb André Grétry i François-André Danican Philidor, el fundador d'un nou gènere musical, l'opéra-comique, que va obrir un recorregut evolutiu musical en el qual van aprofundir un bon nombre de compositors de les generacions posteriors.
Va ser instruït i educat en un col·legi de jesuïtes, en la localitat de Saint-Omer i allà hi va descobrir la inclinació musical. Va començar, doncs, a estudiar el violí, però la mort sobtada del pare i la necessitat de sostenir a la família, el van obligar a abandonar momentàniament els estudis i a marxar a París (1749), on va obtenir una ocupació primer en el Bareau des Comptes du Clergé i posteriorment com maitre' d'hotel del duc d'Orleans.
Tres anys més tard, després d'haver assistit a la interpretació de La serva padrona de Giovanni Battista Pergolesi a l'Òpera Nacional parisenca, va començar el desig de conrear el seu talent artístic i després d'un període d'estudi efectuat com a alumne del mestre Gianotti, va poder representar, rebent un bon acolliment, la seva primera òpera còmica, titulada Les Aveux indiscrets (1759).
Li van seguir un bon nombre d'obres escrites en poc temps, entre les quals van estar: Le Maitre en droit (1760), Le Cadi dupé (1761), Le Roi et le Fermier (1762), Rose et Colas (1764), Aline, reine de Golconde (1766), Le Déserteur (1769), La Faucon (1772). Totes aquestes òperes van ser compostes per al teatre de la Comédie Italienne.
Monsigny va passar un període difícil des del punt de vista econòmic, a causa de les privacions imposades per la Revolució francesa i del règim del Terror. Va aconseguir sobreviure gràcies a una pensió dotada per l'Opéra-Comique.
L'any 1800, va obtenir el càrrec d'inspector del Conservatori de París i l'any 1813 es va convertir en acadèmic, prenent el lloc de Grétry.